# Francis Kalist

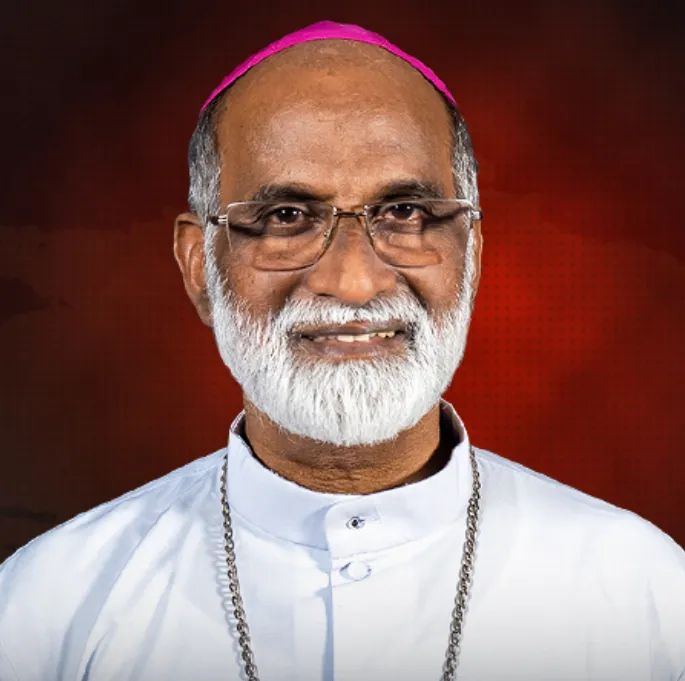
Francis Kalist, 2010

Francis Kalist (* 23. November 1957 in Ritapuram, Tamil Nadu) ist ein indischer Geistlicher und römisch-katholischer Erzbischof von Pondicherry und Cuddalore.

## Leben
Francis Kalist empfing am 30. Dezember 1982 das Sakrament der Priesterweihe für das Bistum Meerut.
Am 3. Dezember 2008 ernannte ihn Papst Benedikt XVI. zum Bischof von Meerut. Der emeritierte Bischof von Meerut, Patrick Nair, spendete ihm am 8. Februar 2009 auf dem Gelände der Saint Mary’s Academy in Meerut die Bischofsweihe; Mitkonsekratoren waren der Erzbischof von Agra, Albert D’Souza, und der Bischof der Eparchie Bijnor, Gratian Mundadan CMI.
Papst Franziskus ernannte ihn am 19. März 2022 zum Erzbischof von Pondicherry und Cuddalore. Die Amtseinführung fand am 29. April desselben Jahres statt.